# Zarceomorpha abdita
Zarceomorpha abdita е вид насекомо от семейство Haglotettigoniidae. Видът не е застрашен от изчезване.

## Разпространение и местообитание
Разпространен е в Сейшели.
Обитава храсталаци, крайбрежия и плажове.